# Piskorz
Piskorz (Misgurnus fossilis) – gatunek słodkowodnej ryby z rodziny piskorzowatych (Cobitidae).

## Występowanie
Występuje w Europie od północno-zachodniej Francji po Wołgę. Na południu sięga do Alp, na północy po rzekę Newę. Nie występuje w Skandynawii, na Wyspach Brytyjskich ani na Krymie.
Zamieszkuje wody słabo natlenione, zazwyczaj w zbiornikach o mulistym dnie z wodą stojącą i wolno płynącą, takich jak rowy melioracyjne, kanały, odnogi rzek, starorzecza, stawy. Dzień spędza ukryty przy dnie. Przy gwałtownej zmianie ciśnienia pływa tuż przy powierzchni wody.

## Opis
Długość do 30 cm. Podłużne, walcowate ciało, lekko bocznie spłaszczone w tylnej części. Wokół otworu gębowego 10 wąsików (4 na górnej szczęce, 2 w kącikach ust i 4 krótkie na dolnej szczęce). Łuski niewielkie. Płetwy piersiowe u samców nieco dłuższe niż u samic. Płetwa ogonowa zaokrąglona. Potrafi oddychać powietrzem atmosferycznym przy pomocy jelita. Wyjęty z wody wydaje charakterystyczny gwizd, powstający podczas wypuszczania powietrza.
Grzbiet i głowa są brązowe lub brązowoczarne, boki i brzuch żółte lub pomarańczowoczerwone. Wzdłuż boków od oczu do nasady płetwy ogonowej biegnie szeroka, ciemnobrązowa lub czarna smuga, obrzeżona z obu stron ciemnym paskiem. Brzuch pokryty ciemnymi plamkami. Płetwy żółtobrązowe pokryte ciemnymi plamkami.

## Odżywianie
Aktywny w nocy. Żywi się bezkręgowcami (larwy owadów, mięczaki, małe skorupiaki itp.). W trudnych warunkach z niską dostępnością pożywienia większość jego diety może stanowić martwa materia organiczna.

## Rozród
Trze się gromadnie w V i VI na płyciznach i rozlewiskach. Samica składa 5000–30000 ziaren ikry, które są przyklejane do roślin wodnych. Świeżo wylęgłe larwy zaopatrzone są w dodatkowe, nitkowatego kształtu skrzela zewnętrzne umieszczone na głowie, zanikają one po kilku dniach, gdy narybek zaczyna samodzielnie żerować.

## Ochrona
Na terenie Polski gatunek ten jest objęty częściową ochroną gatunkową, wcześniej objęty był ochroną ścisłą. Został wpisany do Polskiej czerwonej księgi zwierząt w kategorii NT – gatunki niższego ryzyka, ale bliskie zagrożenia. W klasyfikacji IUCN zaliczony do kategorii LC.